# Mistrzostwa Polski w Badmintonie 1980
16. Mistrzostwa Polski w badmintonie odbyły się w dniach 29-30 marca 1980 roku w Chrzanowie.

## Klasyfikacja medalowa
| Konkurencja:            | Złoto:                                                                    | Srebro:                                                              | Brąz: |
| gra pojedyncza kobiet   | Bożena Wojtkowska (Polonia Głubczyce)                                     | Elżbieta Utecht (AZS AWF Wrocław)                                    | Anna Zyśk (Start Gdynia) Ewa Rusznica (Polonia Głubczyce)                                                                                     |
| gra pojedyncza mężczyzn | Zygmunt Skrzypczyński (AZS AWF Wrocław)                                   | Brunon Rduch (Unia Bieruń Stary)                                     | Stanisław Rosko (Polonia Głubczyce) Wiesław Świątczak (Polonia Głubczyce)                                                                     |
| gra podwójna kobiet     | Ewa Rusznica (Polonia Głubczyce) Bożena Wojtkowska (Polonia Głubczyce)    | Ewa Zdrojewska (Start Gdynia) Anna Zyśk (Start Gdynia)               | Elżbieta Utecht (AZS AWF Wrocław) Bożena Wiczyńska (AZS AWF Wrocław) Wanda Czamańska (AZS AWF Wrocław) Iwona Nabiałek (Unia Bieruń Stary)     |
| gra podwójna mężczyzn   | Janusz Labisko (Bolesław Bukowno) Zygmunt Skrzypczyński (AZS AWF Wrocław) | Brunon Rduch (Unia Bieruń Stary) Norbert Węgrzyn (Unia Bieruń Stary) | Kazimierz Ciurys (Polonia Głubczyce) Stanisław Rosko (Polonia Głubczyce) Artur Ćmiel (Bolesław Bukowno) Wiesław Świątczak (Polonia Głubczyce) |
| gra mieszana            | Zygmunt Skrzypczyński (AZS AWF Wrocław) Elżbieta Utecht (AZS AWF Wrocław) | Janusz Labisko (Bolesław Bukowno) Anna Zyśk (Start Gdynia)           | Krzysztof Kruk (AZS AWF Wrocław) Wanda Czamańska (AZS AWF Wrocław) Kazimierz Ciurys (Polonia Głubczyce) Bożena Wojtkowska (Polonia Głubczyce) |